# Magadan
Magadán (in russo Магада́н?) è una città e porto stagionale russo; è situata nell'estremo oriente russo, nel mare di Ochotsk, in fondo alla piccola baia di Nagaev all'interno della baia del Tauj. È il capoluogo dell'omonima oblast'.

## Storia
La città, come altre località siberiane, è nata come campo di prigionia nell'epoca stalinista e precisamente nel 1930. Il reporter polacco Ryszard Kapuściński nel suo libro Imperium, vivace raccolta di memorie di viaggio sulla Russia, dedica alcune pagine a Magadan. Nel reportage viene ripercorsa in breve la storia della città dalla sua fondazione come miniera estrattiva, fino all'evoluzione in campo di concentramento per deportati politici degli anni successivi.
Anche l'autore russo Salamov, nel libro I racconti di Kolyma, cita in diversi racconti la città di Magadan. 
Su una collina, vicino alla città, è ubicato il monumento memoriale Maschera del rimorso o Maschera del dolore in ricordo di tutte le vittime della dittatura sovietica: il memoriale fu costruito nel 1996.

## Geografia fisica

### Territorio
La città è isolata: la grande città più vicina, Jakutsk, sorge a 2.000 km collegata dalla strada R504; è dotata di un aeroporto internazionale (Sokol) dove si basa una filiale della compagnia aerea russa Aeroflot - Magadan Airlines.

### Clima
La città di Magadan presenta un clima freddo durante tutto l'arco dell'anno, nonostante la latitudine non eccessivamente elevata. Gli inverni sono tuttavia meno freddi che nell'immediato entroterra, dove si raggiungono le temperature più basse dell'intero emisfero settentrionale.
- Temperatura media annua: -2,9 °C
- Temperatura media del mese più freddo (gennaio): -16,5 °C
- Temperatura media del mese più caldo (agosto): 11,9 °C
- Precipitazioni medie annue: 527 mm[1]

| Magadan (1991-2020) Fonte:  | Mesi         | Mesi         | Mesi         | Mesi         | Mesi         | Mesi        | Mesi        | Mesi        | Mesi        | Mesi         | Mesi         | Mesi         | Stagioni | Stagioni | Stagioni | Stagioni | Anno  |
| Magadan (1991-2020) Fonte:  | Gen          | Feb          | Mar          | Apr          | Mag          | Giu         | Lug         | Ago         | Set         | Ott          | Nov          | Dic          | Inv      | Pri      | Est      | Aut      | Anno  |
| --------------------------- | ------------ | ------------ | ------------ | ------------ | ------------ | ----------- | ----------- | ----------- | ----------- | ------------ | ------------ | ------------ | -------- | -------- | -------- | -------- | ----- |
| T. max. media (°C)          | −13,3        | −12,5        | −7,5         | −1,1         | 5,4          | 11,5        | 15,1        | 15,1        | 10,8        | 2,1          | −7,0         | −12,3        | −12,7    | −1,1     | 13,9     | 2,0      | 0,5   |
| T. media (°C)               | −15,6        | −15,4        | −10,9        | −4,1         | 2,2          | 8,0         | 12,1        | 12,2        | 7,8         | −0,7         | −9,5         | −14,5        | −15,2    | −4,3     | 10,8     | −0,8     | −2,4  |
| T. min. media (°C)          | −17,8        | −17,8        | −13,9        | −6,9         | −0,2         | 5,5         | 9,9         | 9,9         | 5,3         | −3,0         | −11,7        | −16,6        | −17,4    | −7,0     | 8,4      | −3,1     | −4,8  |
| T. max. assoluta (°C)       | 2,4 (1997)   | 3,2 (2014)   | 5,8 (2017)   | 9,7 (2013)   | 22,3 (1944)  | 24,5 (1936) | 27,8 (2021) | 26,1 (1962) | 20,2 (1951) | 13,8 (1971)  | 6,6 (2006)   | 3,6 (2010)   | 3,6      | 22,3     | 27,8     | 20,2     | 27,8  |
| T. min. assoluta (°C)       | −34,6 (1954) | −33,3 (1969) | −30,8 (1954) | −23,5 (1950) | −10,8 (1946) | −3,0 (1972) | 2,0 (1938)  | −1,0 (1967) | −6,3 (1962) | −21,1 (1962) | −26,9 (1949) | −37,0 (1995) | −37,0    | −30,8    | −3,0     | −26,9    | −37,0 |
| Nuvolosità (okta al giorno) | 6,3          | 6,7          | 6,7          | 7,1          | 8,0          | 7,8         | 8,1         | 7,8         | 7,4         | 7,4          | 7,0          | 6,4          | 6,5      | 7,3      | 7,9      | 7,3      | 7,2   |
| Precipitazioni (mm)         | 18           | 14           | 21           | 24           | 40           | 52          | 67          | 102         | 85          | 75           | 61           | 27           | 59       | 85       | 221      | 221      | 586   |
| Giorni di pioggia           | 0,1          | 0,3          | 0,3          | 2,0          | 11,0         | 17,0        | 21,0        | 20,0        | 19,0        | 10,0         | 2,0          | 0,1          | 0,5      | 13,3     | 58,0     | 31,0     | 102,8 |
| Nevicate (cm)               | 26           | 24           | 25           | 25           | 24           | 9           | 0           | 0           | 0           | 5            | 23           | 31           | 81       | 74       | 9        | 28       | 192   |
| Giorni di neve              | 16           | 16           | 16           | 17           | 12           | 0           | 0           | 0           | 1           | 14           | 19           | 16           | 48       | 45       | 0        | 34       | 127   |
| Giorni di nebbia            | 0,0          | 0,1          | 1,0          | 3,0          | 11,0         | 14,0        | 17,0        | 11,0        | 8,0         | 1,0          | 0,03         | 0,1          | 0,2      | 15,0     | 42,0     | 9,0      | 66,2  |
| Umidità relativa media (%)  | 65           | 64           | 65           | 71           | 78           | 82          | 86          | 83          | 78          | 69           | 66           | 64           | 64,3     | 71,3     | 83,7     | 71       | 72,6  |
| Vento (direzione-m/s)       | NE 4,2       | NE 3,9       | NE 3,7       | NE 3,6       | W 3,2        | W 3,2       | W 3,0       | W 2,9       | NE 3,1      | NE 3,8       | NE 4,2       | NE 4,2       | 4,1      | 3,5      | 3,0      | 3,7      | 3,6   |

## Società

### Religione
In epoca moderna vi è stata costruita la Chiesa della Natività di Magadan, di fede cattolica.

## Popolazione
Al 2008, la popolazione residente era di 99.600 abitanti; questo valore, se confrontato con i 152.000 abitanti del 1992, mette in evidenza come anche Magadan, similmente alle città delle zone anecumeniche russe, abbia subito un tracollo seguente alla dissoluzione dell'Unione Sovietica.
| 1939   | 1973    | 1979    | 1992    | 2003   | 2006    | 2008   | 2010   | 2015   |
| ------ | ------- | ------- | ------- | ------ | ------- | ------ | ------ | ------ |
| 27 000 | 101 000 | 121 300 | 151 600 | 99 400 | 100 000 | 99 600 | 95 925 | 92 974 |

## Amministrazione

### Gemellaggi
- Anchorage, dal 1991
- Tonghua, dal 1992
- Jelgava, dal 2006

## Economia
Le miniere di oro sono sempre state molto ricche delle preziose pepite, estratte sfruttando il lavoro forzato dei prigionieri politici durante il totalitarismo sovietico e tanti detenuti perirono in quelle gallerie, scavate senza il minimo rispetto delle norme di sicurezza per i minatori che, essendo oppositori politici della dittatura, erano trattati come schiavi. Dopo lo smantellamento del sistema repressivo dei gulag e la fine dell'URSS, il territorio di Magadan conserva ancora tanto oro, ma pochi sono coloro i quali si avventurano alla ricerca dell'oro in una zona nella quale durante dieci mesi su dodici ogni anno le temperature scendono vertiginosamente sotto lo zero; inoltre la legge statale di epoca sovietica, che impone la consegna dell'oro estratto allo Stato, non è stata ancora abolita. In città nel 2016 hanno inaugurato la prima scuola russa per cercatori di oro.

## Galleria d'immagini

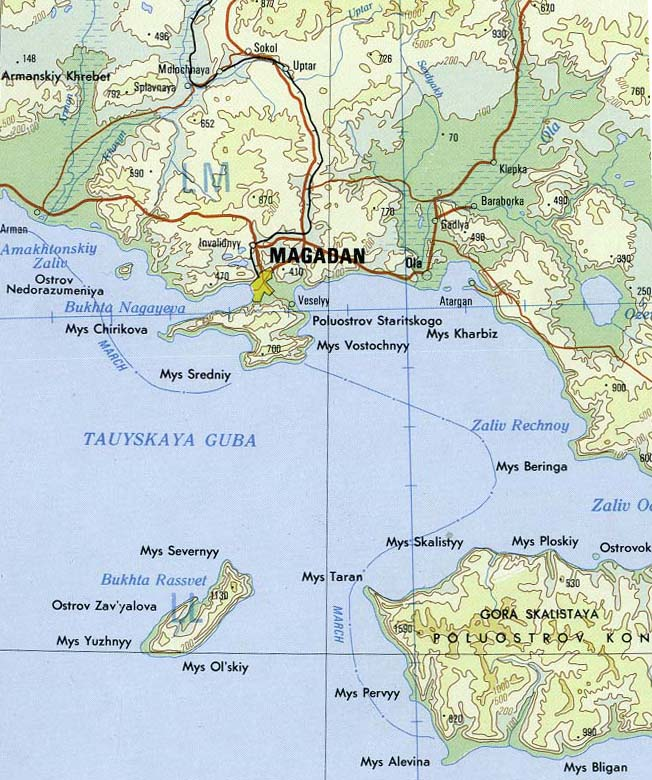
L'area di Magadan
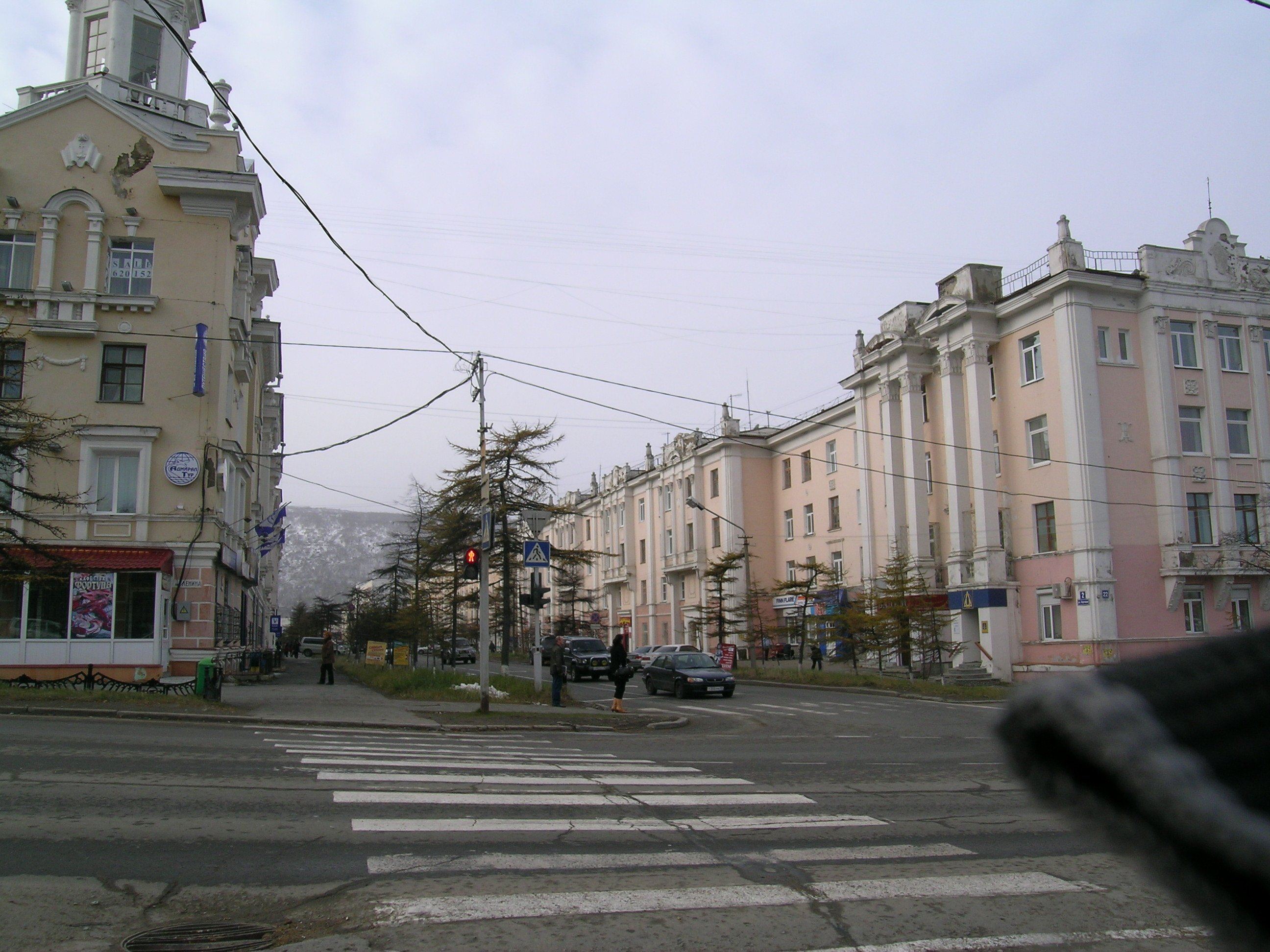
Un incrocio della città
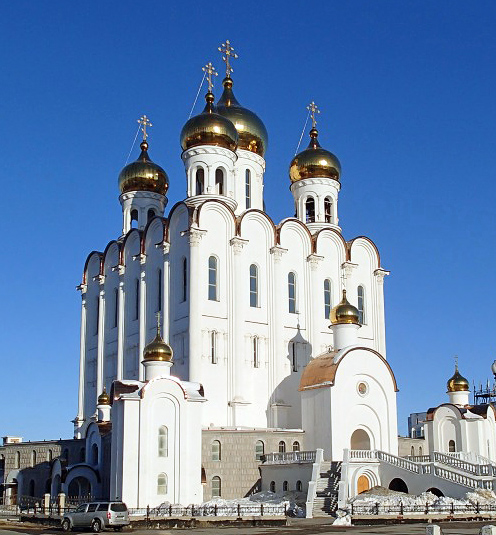
La chiesa della Santissima Trinità, cattedrale dell'eparchia di Magadan
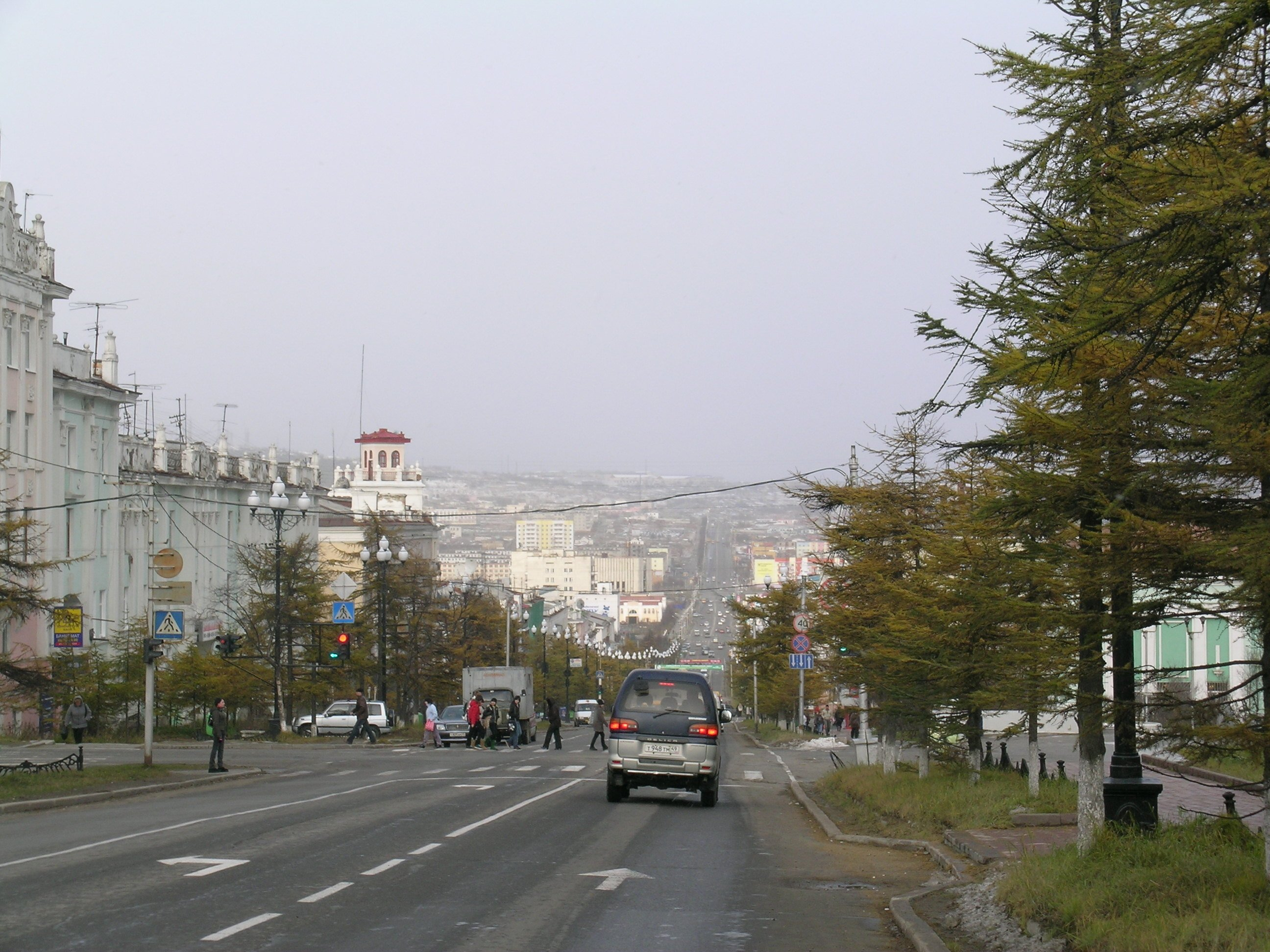
La strada principale di Magadan (Ulica Lenina)
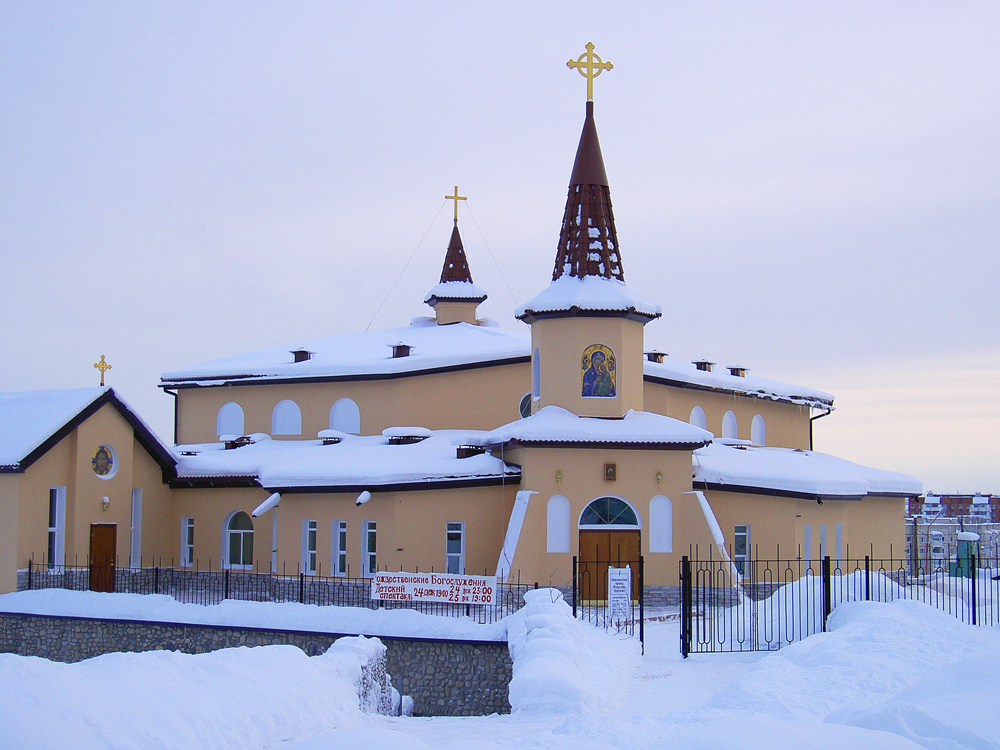
La Chiesa della Natività di Magadan
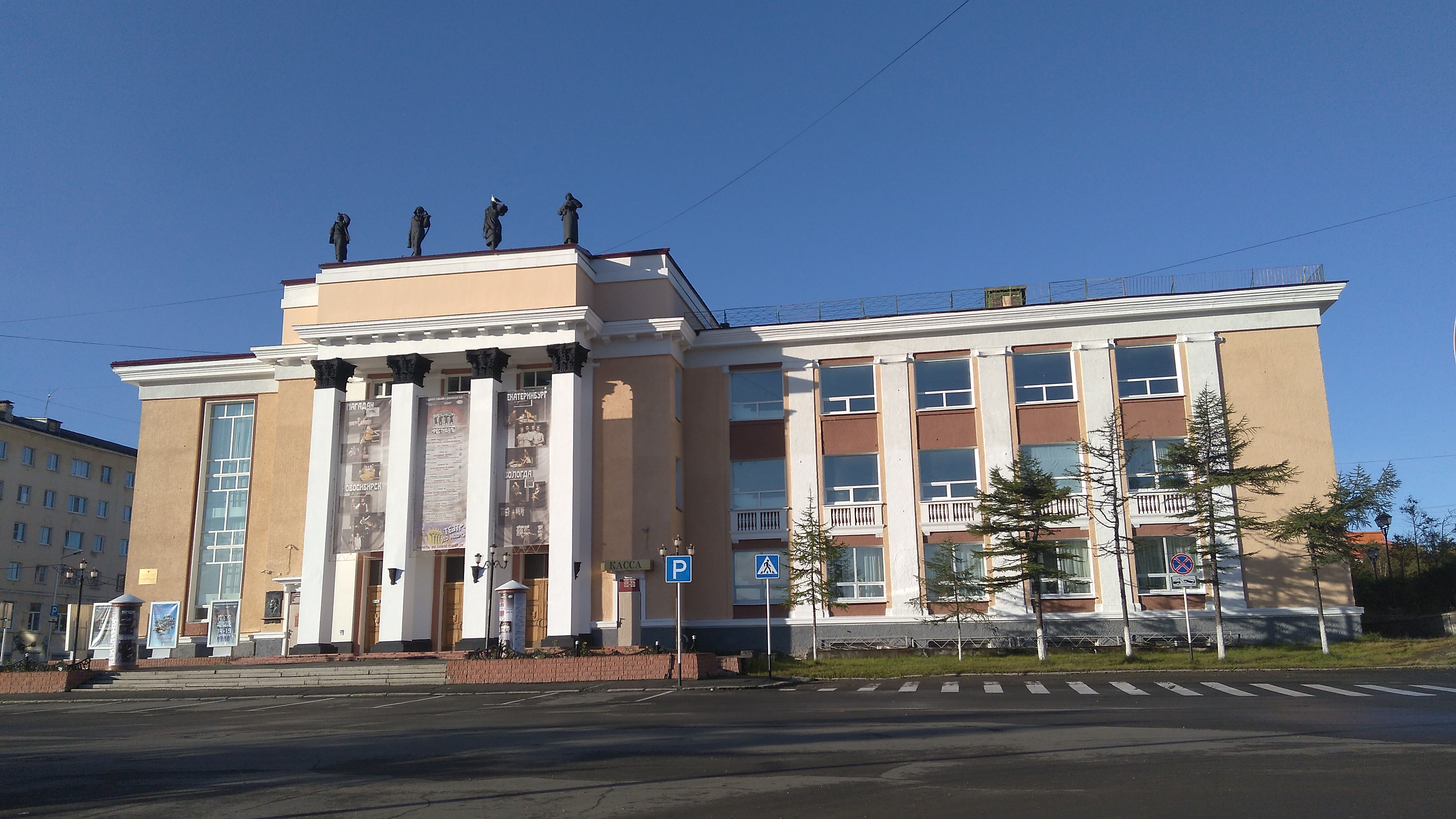
Il teatro